# Виммер, Кевин
Кевин Виммер (нем. Kevin Wimmer; род. 15 ноября 1992[…], Вельс, Верхняя Австрия) — австрийский футболист, защитник словацкого клуба «Слован». Участник чемпионата Европы 2016 года в составе сборной Австрии.

## Клубная карьера

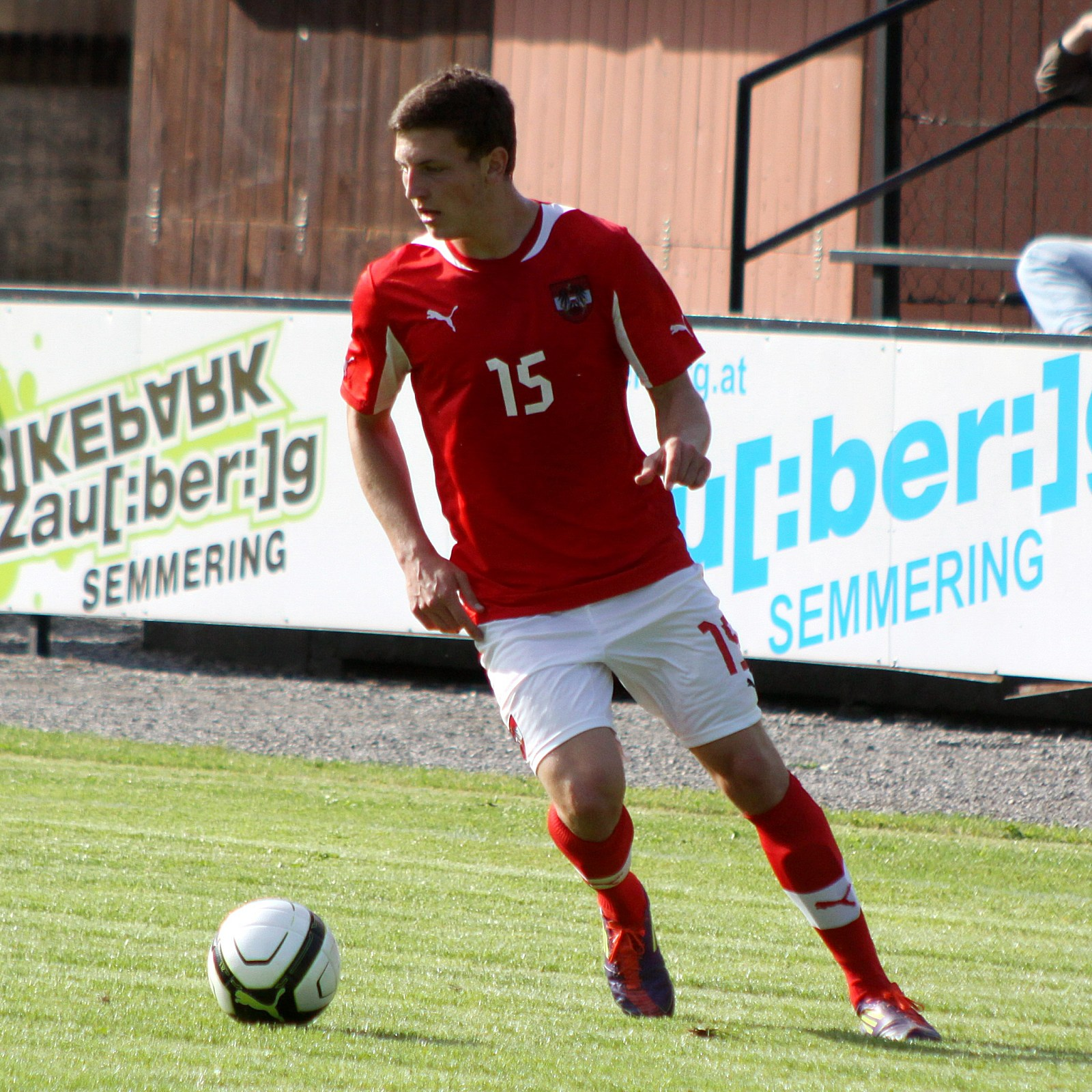
Виммер в составе сборной Австрии

Кевин — воспитанник клуба ЛАСК. Вначале он выступал за молодёжные и резервную команды, но после вылета ЛАСКа из австрийской Бундеслиги, получил шанс в основе. 29 июля 2011 года в матче против «Фёрста» Виммер дебютировал в первой австрийской лиге. 30 сентября в поединке против «Фёрста» Кевин забил свой первый гол за команду.
Летом 2012 года Кевин перешёл в немецкий «Кёльн». 5 августа в матче против «Айнтрахта» из Брауншвейга он дебютировал во Второй Бундеслиге. В первом сезоне Виммер боролся за место в основе и появился только в 9 матчах, но во втором сезоне он стал одним из лидеров защиты «козлов». 29 ноября 2013 года в поединке против «Санкт-Паули» он забил свой первый гол за «Кёльн». По итогам сезона Виммер помог команде выйти в элиту. 23 августа 2014 года в матче против «Гамбурга» он дебютировал в Бундеслиге.
Летом 2015 года Виммер перешёл в английский «Тоттенхэм Хотспур». Сумма трансфера составила 7 миллионов евро. Со «шпорами» он подписал пятилетний контракт. 23 января 2016 года в матче против «Кристал Пэлас» он дебютировал в английской Премьер-лиге, заменив во втором тайме Яна Вертонгена. По итогам сезона Кевин помог «шпорам» занять третье место в чемпионате. Летом 2017 года Виммер перешёл в «Сток Сити», подписав контракт на пять лет. Сумма трансфера составила 18 млн фунтов. 9 сентября в матче против «Манчестер Юнайтед» он дебютировал за новую команду.
27 мая 2018 года Виммера арендовал с правом выкупа немецкий «Ганновер 96». 25 августа в матче против «Вердера» он дебютировал за новую команду. В августе 2019 года Виммер на правах аренды перешел в бельгийский клуб «Руаяль Мускрон-Перувельз».

## Международная карьера
19 ноября 2013 года в товарищеском матче против сборной США Виммер дебютировал в сборной Австрии.
Летом 2016 года Виммер попал в заявку сборной на участие в чемпионате Европы во Франции. На турнире он сыграл в матче против команды Португалии.